# Янсоне, Зайга
Зайга Янсоне-Иванова (латыш. Zaiga Jansone-Ivanova; род. 24 января 1951, Рига) — латвийская советская теннисистка и теннисный тренер, мастер спорта СССР международного класса. Пятикратная чемпионка СССР, четырёхкратная чемпионка Европы среди любителей и чемпионка Универсиады 1973 года в женском парном разряде, победительница выставочного теннисного турнира Олимпийских игр в Мехико в смешанном парном разряде.

## Биография
Зайга Янсоне родилась в 1951 году в Риге (Латвийская ССР). Начав заниматься теннисом, выступала в дальнейшем за рижский клуб «Даугава», московский ЦСКА и АСК (Рига). Первым её тренером был отец Янис, в дальнейшем с ней занимались Сергей Андреев и Семён Белиц-Гейман.
Основные успехи Зайги пришлись на конец 1960-х и начало 1970-х годов. Уже в 1968 году на выставочном турнире Олимпиады в Мехико 17-летняя Янсоне завоевала в паре с Владимиром Коротковым золотую медаль в смешанных парах, обыграв в финале немца Инго Будинга и американку Джейн Барткович. Курьёзным довеском к этой победе стала бронзовая медаль в женских парах: в выставочном турнире Янсоне и её партнёрша, мексиканка Сесилия Росадо, оказавшиеся без соперниц в четвертьфинале, провели только один матч в полуфинале, проиграв будущим чемпионкам Рози Дармон и Джули Хелдман, но, как полуфиналистки, автоматически получили бронзовые медали.
С 1969 по 1973 год Янсоне, выступавшая в паре с ведущей советской теннисисткой Ольгой Морозовой, пять раз становилась чемпионкой СССР в женском парном разряде, а в 1970 году встретилась с ней же в одиночном финале, уступив со счётом 4-6, 3-6. За эти годы Янсоне и Морозова четырежды выигрывали любительский чемпионат Европы в парном разряде, а в 1973 году завоевали золотые медали Московской Универсиады. В открытых турнирах, где вместе выступали любители и профессионалы, лучшим индивидуальным успехом Янсоне стал выход в четвёртый круг Уимблдонского турнира в 1971 году. В этом же году она дошла с Морозовой до единственного за карьеру финала открытого теннисного турнира — Открытого чемпионата Кента, разыгрывавшегося в Бекнеме (Великобритания), где проиграла опытным хозяйкам корта, сёстрам Кристин и Нелл Труман. В смешанном парном разряде лучшим результатом Янсоне на турнирах Большого шлема тоже был выход в четвёртый круг — это произошло в 1969 году на Уимблдоне, где её партнёром был Сергей Лихачёв.
В последние годы карьеры Зайга, вышедшая замуж за ещё одного латвийского теннисиста Эйнарса Иванова, выступала под двойной фамилией, сохранив её и в дальнейшем. В 1981 году она закончила Латвийский государственный университет по специальности «журналистика», но впоследствии избрала для себя тренерскую карьеру. Она преподавала в спортшколе Юрмалы, а в 1993 году открыла в этом городе Теннисную школу Зайги Янсоне-Ивановой.